# Quadrangle de Rusalka Planitia
Pour les articles homonymes, voir Roussalka (homonymie).
Le quadrangle de Rusalka Planitia (littéralement :  quadrangle de la plaine de Rusalka), aussi identifié par le code USGS V-25, est un quadrangle de Vénus. Elle est définie par des latitudes comprises entre 0° et 25° N et des longitudes comprises entre 150° et 180° E,. Il tire son nom de la plaine de Rusalka.